# Beaver Hill Lake
Der Beaver Hill Lake ist ein See im Osten Manitobas in Kanada. 

## Lage
Er hat eine Fläche von etwa 174 km² und auf ihm liegen unzählige kleinere Inseln, die größte von ihnen ist McColm Island mit ca. 75 ha. Sein Abfluss, der Kanuchuan River, führt zu dem etwa fünf Kilometer nordöstlich gelegenen Gods Lake. Letzterer wird über den Gods River und den Hayes River zur Hudson Bay entwässert. Zum Beaver Hill Lake fließt der Abfluss des südlich liegenden Island Lake, des sechstgrößten Sees in Manitoba. Der See ist etwa 31 Kilometer von Kapaneewekamik Place entfernt.